# Лэмб, Генри
Генри Лэмб (англ. Henry Lamb, род. 1883, Аделаида — ум. 8 октября 1960) — английский художник австралийского происхождения.

## Биография
Сын известного физика сэра Горация Лэмба. Окончил школу в Манчестере и медицинское отделение Манчестерского университета, далее стажировался в лондонском госпитале Гая. Живопись изучал в Париже, в Школе искусств Палитра.
Один из создателей художественного объединения Кэмден Таун в 1911 году. В своём творчестве был последователем художника Огастеса Джона.
В годы Первой мировой войны служит в Королевском медицинском корпусе действующей армии. Был награждён Военным крестом. Во время Второй мировой войны был «военным художником».
Г. Лэмб — автор многих портретов (в том числе известного портрета художественного критика — гомосексуала Литтона Стрейчи, 1914 год). Директор-распорядитель Национальной портретной галереи в Лондоне (с 1949 года) и галереи Тейт в 1944—1951 годы.
В 1940 году Г. Лэмб становится членом-корреспондентом Королевской Академии художеств, с 1949 — член Академии.
В 1928 году художник вступил в брак с леди Пэнси Пакенхэм, дочерью 5-го графа Лонгфорд, в котором у них родились сын и дочь.

## Галерея
- Картины Генри Лэмба в галерее Тэйт